# Stylophoronychus lalli
Stylophoronychus lalli är en spindeldjursart som beskrevs av N. Prasad 1975. Stylophoronychus lalli ingår i släktet Stylophoronychus och familjen Tetranychidae. Inga underarter finns listade i Catalogue of Life.